# الرابطة الاقتصادية الدولية الإيرانية
الرابطة الاقتصادية الدولية الإيرانية (IIEA) هي منظمة خاصة؛ غير ربحية وغير سياسية، تتكون من العلماء المهتمين بدراسة القضايا الاقتصادية المتعلقة بـإيران، بالمعنى الواسع للمصطلح.
و أهداف الرابطة هي:
1. تشجيع المنح الدراسية العالية والبحوث الاقتصادية القياسية على الاقتصاد الإيراني.
2. تعزيز التعاون فيما بين الأشخاص والمنظمات ملتزمة بأهداف IIEA.
3. تسهيل التواصل بين العلماء من خلال اجتماعاتها، من خلال صفحة الويب والمطبوعات.
4. تعزيز فهم أفضل للتحديات السياسية الإيرانية والفرص الاقتصادية.